# Shagang Group
De (Jiangsu) Shagang Group of Shasteel (Chinees: 江苏沙钢集团) is een van de grootste staalgroepen van China en de wereld. In 2020 stond de groep met een ruwstaalproductie van bijna 42 miljoen ton op de derde plaats in China en de vierde in de wereld gemeten naar ruwstaalproductie. Het bedrijf uit de provincie Jiangsu produceerde dat jaar ruim 41 miljoen ton staal. In tegenstelling tot de andere grote Chinese staalbedrijven is Shagang Group geen staatsbedrijf, al bezit de overheid wel een groot aandeel.

## Activiteiten
De groep bestaat uit volgende staalbedrijven:
- Shagang Group in Zhangjiagang, het oorspronkelijke staalbedrijf
- Huaigang Special Steel in Huai'an, sinds 2006
- Anyang Yongxing Steel in Anyang, sinds 2007
  - Anyang Huixin Special Steel in Anyang, sinds 2020
  - Anyang Bosheng Iron and Steel in Anyang, sinds 2020
  - Anyang Xinpu Iron and Steel in Anyang, sinds 2020
- Xixing Special Steel in Wuxi
- Jiangsu Yonggang Group in Zhangjiagang, sinds 2007
- Xinrui Special Steel in Changzhou, sinds 2008
- Dongbei Special Steel Group in Dalian, overgenomen na faillissement in 2017[1]
  - Dalian Special Steel in Dalian
  - Fushun Special Steel in Fushun
  - Beiman Special Steel in Qiqihar
- Nanjing Steel in Nanjing, sinds 2022
- Zhangjiagang Shagang Jinzhou Steel Pipe in Zhangjiagang, een joint venture voor gelaste buizen met Zhejiang Jinzhou Pipe Technology

Naast staalproductie is de groep ook actief in de grondstoffensector, de chemische industrie, vastgoed en informatietechnologie.

## Geschiedenis
De onderneming werd in 1975 met privaat kapitaal opgericht door de Katoen- en Kasjmierfabriek van Jinfeng als een kleine walserij. Het jaar daarop werd een vlamboogoven geïnstalleerd en werd het hernoemd tot Staalfabriek van Shazhou County. Er werd personeel naar de Staalfabrieken van Wuxi gestuurd om daar het vak te leren. In 1983 werd de staalfabriek een onderdeel van het Metallurgisch Industrieel Bedrijf Shazhou County. In 1986 werd het bedrijf hernoemd tot Staalfabrieken van Zhangjiagang. Het bedrijf maakte in de jaren tachtig naam met staal waarmee raamlijsten werden gemaakt. In 1988 bedroeg de ruwstaalproductie zo'n 110 duizend ton en de omzet 160 miljoen yuan.
In 1992 werd de Shagang Group Corporation opgericht met de staalfabrieken als voornaamste dochteronderneming. Tussen 1996 en 2001 werd de groep nogmaals gereorganiseerd tot de Shagang Group Company. Ook dat jaar werd de joint venture Zhangjiagang Puyang Steel Plate opgericht met de Zuid-Koreaanse staalproducent Pohang Steel. Het jaar nadien werd met dezelfde partner de joint venture Zhangjiagang POSCO Stainless Steel opgericht. De ruwijzerproductie bereikte dat jaar voor het eerst een miljoen ton. In 1998 werd een omzet van 4,5 miljard yuan behaald.
In 2001 kocht men de oude reeds gesloten staalfabriek van Hoesch over van ThyssenKrupp. De installaties werden ontmanteld en in China opnieuw opgebouwd en in bedrijf gesteld. De hele operatie kostte Shagang de helft van wat een nieuwe fabriek zou hebben gekost.
Vanaf 2004 leverde de Shagang Group walsdraad aan de internationale staaldraadproducent Bekaert. In 2005 werd ruim 10 miljoen ton ruwstaal geproduceerd en een omzet van 40 miljard yuan behaald.
Vanaf 2006 nam de groep belangen in verschillende staalbedrijven waardoor het snel uitgroeide tot een van China's grootste. Dat jaar werd ook een eigen bulkcarrier in gebruik genomen om Australisch ijzererts in te voeren. Verder werden Shagangs rollen warmgewalst plaatstaal gecertifieerd voor de Europese markt. In 2010 bereikte de productie van ruwstaal 30 miljoen ton en werd een omzet van 140 miljard yuan geboekt.
In 2017 werd 43 procent van het failliete Dongbei Special Steel overgenomen. In 2020-21 stapte men in de Anyang Iron and Steel Group en werd de productiecapaciteit van drie andere staalbedrijven in Anyang verworven.
In oktober 2022 nam de groep Fosun International's belang van 60 procent in Nanjing Steel over. Hiermee werd de Shagang Group op Baowu na China's grootste staalproducent.